# Burbidgea pauciflora
Burbidgea pauciflora är en enhjärtbladig växtart som beskrevs av Theodoric Valeton. Burbidgea pauciflora ingår i släktet Burbidgea och familjen Zingiberaceae. Inga underarter finns listade i Catalogue of Life.